# Де-Вілп
Де-Вілп (нід. De Wilp) — село в нідерландській провінції Гронінген. Входить до муніципалітету Вестерквартір.
Його площа становить 21,31км², а населення станом на 2021 рік складало 2 330 осіб.
Перша згадка про населений пункт датується 1828 роком.